# توماس جوزيف أوبراين
توماس جوزيف أوبراين (بالإنجليزية: Thomas Joseph O'Brien)‏‏ (29 نوفمبر 1935 – 26 أغسطس 2018) هو أسقف أمريكي للكنيسة الرومانية الكاثوليكية، كما شغل منصب أسقف فينيكس من عام 1982 إلى عام 2003.